# Monika Kutyła
Monika Kutyła (ur. 17 kwietnia 1993 w Chełmnie) – polska siatkarka, grająca na pozycji atakującej. Od sezonu 2017/2018 zawodniczka Wisły Warszawa.

## Sukcesy klubowe
Mistrzostwo I ligi:
- 2018
- 2016

Puchar Polski:
- 2017

Mistrzostwo Polski:
- 2017